# Bombus fervidus
Bombus fervidus (лат.) — вид перепончатокрылых из семейства настоящих пчёл рода шмелей, распространённый в Северной Америке.

## Гнездо
Рабочие шмеля вида Bombus fervidus при проникновении в их гнездо шмелей-кукушек Psithyrus спешит отдать ей капельку нектара, смазывает тело паразита. Пока это делают первые два-три шмеля, паразит не испытывает от этого никаких неудобств. Но постепенно всё тело насекомого покрывает липкая масса, заклеивающая дыхальца, залепляющая глаза и усики. В итоге этому гнезду не грозит уничтожение шмелями-кукушками.